# Kyoko Oshima
Kyoko Oshima, 大島杏子, (Tóquio, 5 de Agosto de 1986) é uma ex-ginasta japonesa que compete em provas de ginástica artística. Oshima disputou individualmente nos Jogos Olímpicos de 2004em Atenas e fez parte da equipe japonesa que disputou os Jogos Olímpicos de 2008 em Pequim. Nos Jogos Olímpicos de 2008, classificou-se para duas finais: equipes e individual geral; na prova coletiva, a ginasta e o restante da equipe japonesa terminaram na quinta posição; e no individual geral, terminou na 20.ª colocação. Nos Jogos Asiáticos de 2006 em Doha conquistou duas medalhas de bronze, uma por equipes e uma no solo. Nos Jogos Asiáticos de 2010 em Guangzhou conquistou a medalha de prata por equipes.